# Sanguinara
Il Sanguinara è un corso d'acqua della città metropolitana di Roma Capitale. È lungo 21,1 chilometri e, assieme al Fosso Vaccina, è uno dei due fiumi che attraversano Ladispoli.

## Percorso
Il Sanguinara nasce a sud di Bracciano nella zona collinare dell'Uomo Morto e sfocia nel mar Tirreno a Ladispoli, a sud rispetto alla foce del Fosso Vaccina. Nei pressi del Sanguinara, in località Due Ponti, sono state rinvenute rovine romane. Attorno al corso d'acqua il terreno era noto per essere particolarmente fertile. Nel 2009, nei pressi della foce, è stato inaugurato un ponte sul Sanguinara dedicato all'atleta Abebe Bikila.
Lungo il percorso il Sanguinara viene denominato anche valle dei Due Ponti, valle della Mola, fosso di Capinaro e fosso di Capellaro.